# فيكوم ساتياغراها

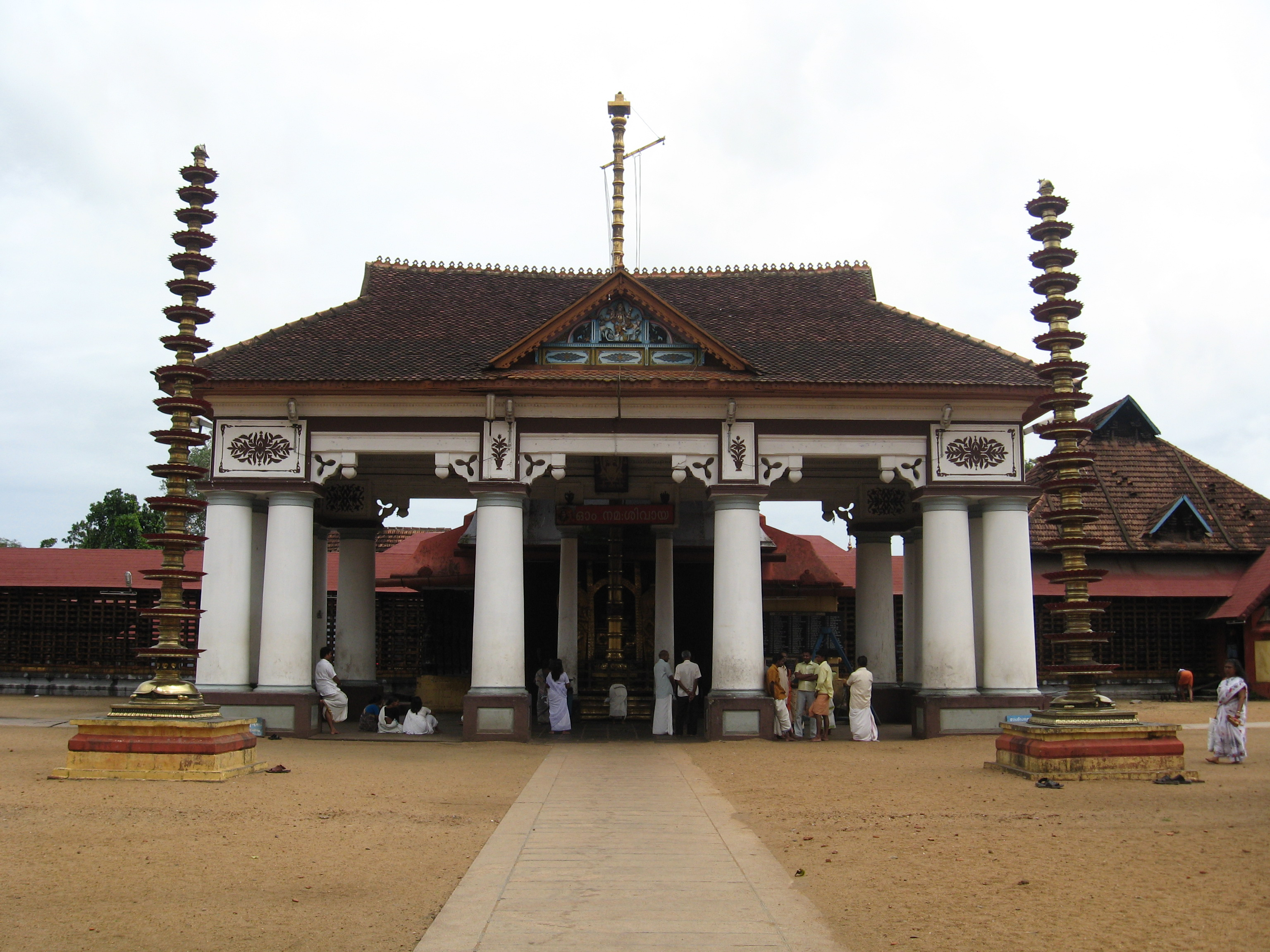

فيكوم ساتياغراها (1924-1925) هو احتجاج اجتماعي «ساتياغراها» في ترافانكور الهند «الآن جزء من ولاية كيرالا» ضد النبذ في المجتمع الهندوسي. تمركزت الحركة في معبد شيفا في فيكوم بالقرب من حي كوتايام حاليًا. كان الاحتجاج يهدف إلى تأمين الحرية لجميع شرائح المجتمع من خلال الطرق العامة المؤدية إلى معبد «سري ميهاديفا» في فيكوم.

## لماذا اختيرت فيكوم للاحتجاج

### خلفية تاريخية
خلال عام 1865، نشرت حكومة ترافانكور إخطارًا مفاده أن جميع الطرق العامة في الولاية كانت مفتوحة لجميع طبقات الناس على حد سواء. وفي يوليو 1884، شدّدت الحكومة بموجب إخطار جديد على السياسة الموضوعة في القرار السابق، وأعلنت أن أي انتهاك لهذه الأوامر سوف يسبب استياءً شديدًا من الحكومة. ثم وُضع هذا الإخطار لمراجعة قضائية أمام المحكمة العليا التي اعتبرت أنه من المناسب التمييز بين راجا فيديهيس «طرق الملك» وغراما فيديهيس «طرق القرى». وعلى إثر ذلك، قررت المحكمة أن الطرق العامة المذكورة في إخطار الحكومة كان المقصود منها فقط راجا فيديهيس لا غراما فيديهيس. وقد اعتبرت الطرق المحيطة بمعبد فيكوم طرق غراما فيديهيس، لذلك، وحتى بعد 65 عامًا من إعلان الحكومة، بقيت المنطقة محظورة على الأفارناس «غير الهندوس» وتمركزت في الجوار وحدة من الشرطة تضمنت أشخاصًا من السافارناس «الهندوس» لفرض هذا العرف.

### أسباب محتملة أخرى
جرت أول محاولة على الإطلاق للدخول إلى المعبد من قبل نحو 200 شاب من الإزهافا «أصولهم من كيرالا» في 1803-1804. كان «أفيتوم ثيرونال بالاراما فارما» ملك ترافانكور وكان فيلو ثامبي «الدالاوا» بمعنى «الديوان أو رئيس الوزراء». حُدّد التاريخ، ونقل المسؤولون عن المعبد الأخبار للملك والسلطات، ووعد الملك باتخاذ الإجراءات اللازمة. في اليوم المحدد لدخول المعبد، جاء ضابط مخابرات جيش المهراجا إلى فيكوم والتقى بسلطات المعبد، الذين كانوا يتسألون كيف لرجل وحده أن يوقف 200 شاب يتمتعون بلياقة بدنية، نظّم الشباب أنفسهم في موكب من تيروفيليكونو على طريق كوتايام. كانت خطتهم أن يدخلوا المعبد من الجانب الشرقي. تجمعوا بالقرب من دالاوا كولام «بركة ماء» على بعد حوالي 150 مترًا شرق المعبد ولم يُسمح لهم بعد ذلك بالتحرك نحو المعبد. هذه البركة التي كانت في الأصل بركة صغيرة لاغتسال الحجاج قبل دخول المعبد رُممت من قبل رامايان دالاوا في خمسينيات القرن الثامن عشر ومن هنا جاءت تسميتها «دالاوا كولام»، كان كويا كوتي قد جمع نحو عشرة من محاربي الناير من المنطقة المحلية، وكان مشهد كويا كوتي على ظهور الخيل ومقاتلو الناير حوله يحملون سيوفهم قد أخاف شبان الإزهافا الذين هربوا من المنطقة، وفي خضم هذا العراك، أُصيب عدد قليل من الشبان ومات شخصان أو ثلاثة بسبب سقوطهم في البركة، ولاحقًا أصبحت هذه الحادثة تُعرف باسم «حادثة دالاوا كولام». لم تعد البركة موجودة فقد رُدمت وبني مكانها حاليًا موقف خاص بالحافلات.
هناك حادث أخر كان عاملًا حاسمًا لانطلاق الحركة، إذ مُنع الغورو سري نارايانا نفسه من المرور عبر طرقات المعبد. ويذكر «سري بهراجافان فايدير» هذه الحادثة في اليوبيل الذهبي التذكاري لاتحاد «نياتينكارا إس إن دي بي». كُتب في افتتاحية صحيفة مالايلا مانوراما في 29 مارس 1924 «اليوم السابق لبداية الاحتجاج»: إذا كان حكيم موقر مثل الغورو سري نارايانا وتلميذه الشاعر «ماهاكافي» كوماران أسان قد طُردا من الطريق حول المعبد من قبل مجموعة سكارى من طبقة أعلى باسم هذه الطبقة، هل سيتقبل الناس هذا الأمر؟ إن قاموا بالتمرد هل يمكن لأية سلطة منعهم بالقوة؟.
كتب الشاعر الماليالامي الشهير مولور س. بادمانابها بانيكر:
- منذ زمن بعيد في شوارع فيكوم، في عربة،
- كان الحكيم العظيم سري نارايانا يسير،
- أحمقٌ وُلد مثل إله على الأرض،
- خرج وأمر العربة بالانسحاب.

إذا كانت هذه هي الحقيقة، فلا بد أن ت. ك. مادهافان، التلميذ المفضل للغورو سري نارايانا، قد تعهد داخليًا بالقضاء على هذا العرف الذي عرض الغورو للإهانة، فكانت النتيجة هي الحركة الاحتجاجية في فيكوم.

## احتجاجات من قبل الإزهافا
طرح الإزهافا القضية أولًا في عام 1905. وقد أثار ممثلوهم في الهيئة التشريعية لترافانكور (كوتشو كونجان تشانار وكونجو بانكير وكوماران أسان) مسألة استخدام الطرق العامة حول المعابد من قبل الإزهافا. لكن السلطات بقيت مصرة على رفض تناول الأمر حتى للتداول لأنه كان يعتبر مسألة دينية. وفي 1920-1921 أثار الممثل أسان القضية أيضًا ثم تقرر إضفاء تغييرات بسيطة على لوحات الإشارات، ليصبح من المسموح للإزهافا عبور بعض أجزاء الطرقات.
أما ت. ك. مادهافان، وهو الأمين المنظم لاتحاد إس إن دي بي، فقد أصبح عضوًا في الهيئة التشريعية لترافانكور، وكان يشعر بأن أسان والأخرين قد قبلوا بتسوية مهينة. فأراد مادهافان أن يطالب بدخول المعبد بشكل صريح، ولكن رُفض السماح له حتى بتقديم القرار في الهيئة التشريعية. التقى مادهافان مع ديفان «مسؤول الديوان» راغافيا في مقر إقامته وطلب منه إعادة النظر في قراره، ولكنه رفض ذلك. ثم طلب مادهافان الحصول على تصريح ليعرض المشكلة على المهراجا نفسه ورُفض طلبه أيضًا. مادهافان الذي شعر بالإحباط والغضب رفع صوته محتجًا أمام الديوان، إذ قال «إننا محرومون من حقنا في عرض مشاكلنا على الهيئات التشريعية، ونحن محرومون من الإذن بلقاء المهراجا. كيف يمكننا حل مشاكلنا؟ هل سنترك ترافانكور؟» وكان رد الديوان: «يمكنك ترك ترافانكور لحل مشكلاتك».
بينما كان الهدف الرئيسي لمادهافان هو تحقيق دخول غير مشروط للمعبد، فقد أدرك أن الحق في استخدام الطرق العامة حول المعابد كان الخطوة الأولى. كانت فكرة الاحتجاج في فيكوم ضد حظر الطرق حول المعبد حاضرة في ذهنه مسبقًا، ولكونه ناشطًا في إس إن دي بي يوغام، فقد ناقش الأمر بالتفصيل مع سردار ك. بانيكار، الذي قال بدوره إن الإزهافا بقيادة الغورو سري نارايانا «قد توحدوا ورفعوا من شأنهم، وأصبحوا قوة هائلة في الأجواء الاجتماعية والاقتصادية والسياسية لكيرالا». على الرغم من أن اتحاد إس إن دي بي قد أصبح لسان حال جميع الناس المضطهدين وحاملًا للثورة الاجتماعية، فإن القضية في فيكوم كانت تحتاج إلى معالجة على مستوى أعلى وأوسع. فبدلًا من أن تكون مجرد معركة من أجل الوصول إلى الطرق، اقترح بانيكار جعلها معركة رمزية ضد الفظائع باسم الطبقة الاجتماعية، ما يعطيها بعدًا وطنيًا وعالميًا لجذب انتباه العالم بأسره. ومن أجل الوصول إلى ذلك، فقد كان من الضروري تضمينه كنشاط في المؤتمر الوطني الهندي للموافقة عليه.